# 6-та гренадерська дивізія (Третій Рейх)
6-та гренадерська дивізія (Третій Рейх) (нім. 6. Grenadier-Division) — гренадерська піхотна дивізія Вермахту за часів Другої світової війни.

## Історія
6-та гренадерська дивізія сформована 25 липня 1944 року на базі формувань 552-ї гренадерської дивізії (нім. 552. Grenadier-Division) та реформування залишків розгромленої 6-ї піхотної дивізії Вермахту 1 грудня 1941. 9 жовтня 1944 6-та гренадерська дивізія перейменована на 6-ту фольксгренадерську дивізію.

## Райони бойових дій
- СРСР (центральний напрямок) (липень — жовтень 1944).

## Командування

### Командири
- генерал-лейтенант Отто-Герман Брюкер (нім. Otto-Hermann Brücker) (25 липня — 9 жовтня 1944).